# ケレマ
ケレマ(Kerema)は、パプアニューギニア南部のパプア地方中央の湾岸州の州都。
パプア湾岸に位置している。 
2013年の人口は6551人。
湾岸地域は、大きな河川デルタ地帯を伴った窪んだ海岸線にちなんで名づけられた。
湾岸地域は、高地から南斜面から 多くの川が流れ込む水辺の地域である。

## 言語
- オパオ語（英語版）
- カキ・アエ語（英語版）
- タイルマ語（英語版）
- トアリピ語（英語版）

## 文化
湾岸地域の文化、伝統、知識は、外の世界に最初に開かれたものの一つであった。 外来の主にキリスト教の宣教師が海岸に住む多くの人々を訪ね、元来の文化の多くを捨て去ることを奨励し、文化を変えていった。　

## 歴史
この州に上陸した最初の白人はジェームス・シャルメールであり、1885年に最初にイオケアに上陸した。 

## 産業
湾岸地域は、豊富な海洋生物、ジャングル、サゴヤシ、ビンロウなどの多くの天然資源に恵まれている。 現在は、原油の探索が行われ、好結果を生んでおり、州の主要な収入源となるであろう。 ビンロウやサゴヤシは、地元の人々にとっての主要な収入源ではあるが、漁業、製材業及び原油が主要な産業となっている。 ガルフの人々はビンロウの80%とサゴヤシを、現金化のためにポートモレスビーの市場に供給している。 